# Virgin Atlantic GlobalFlyer

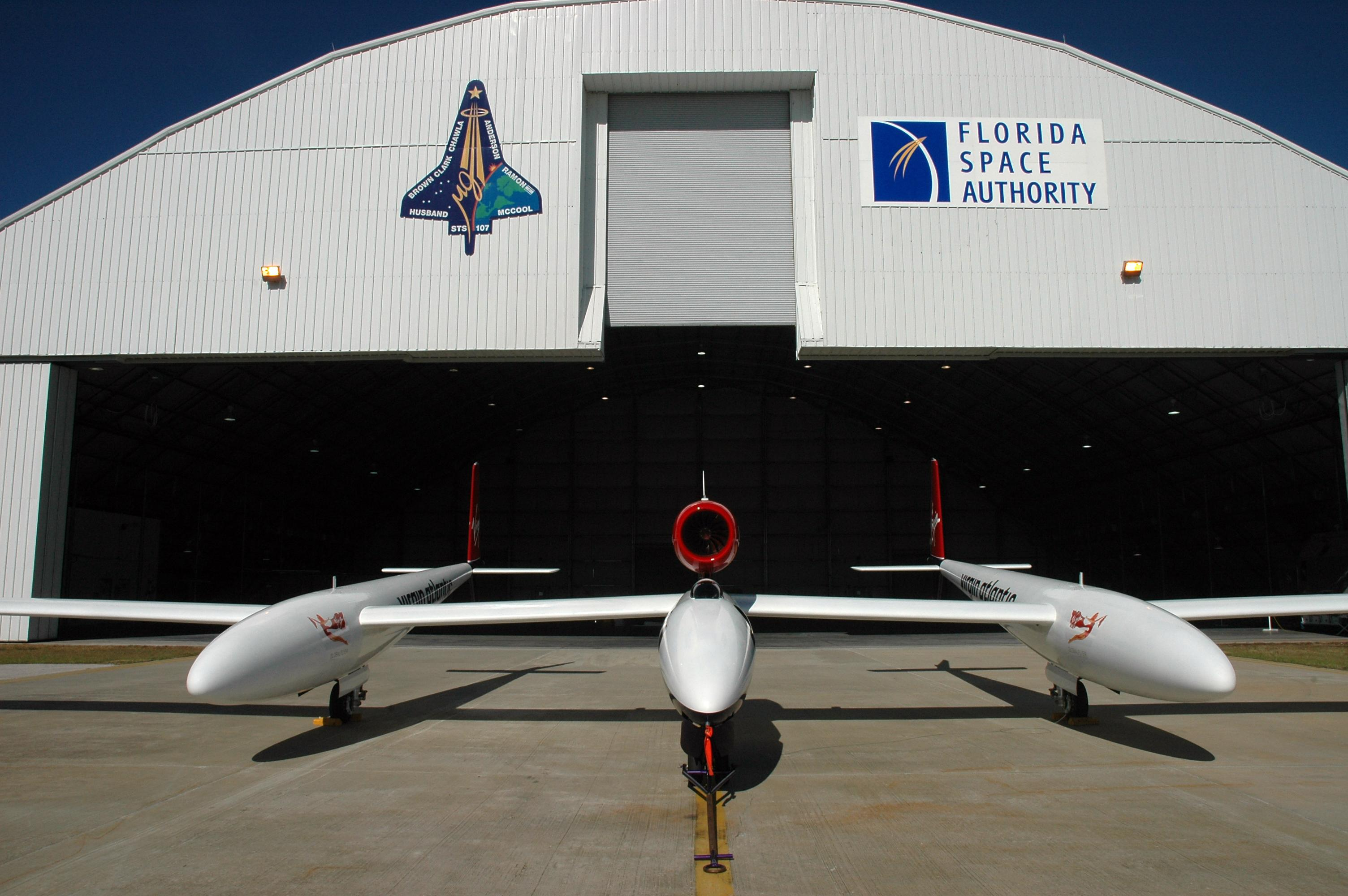
Virgin Atlantic GlobalFlyer в космическом центре Кеннеди

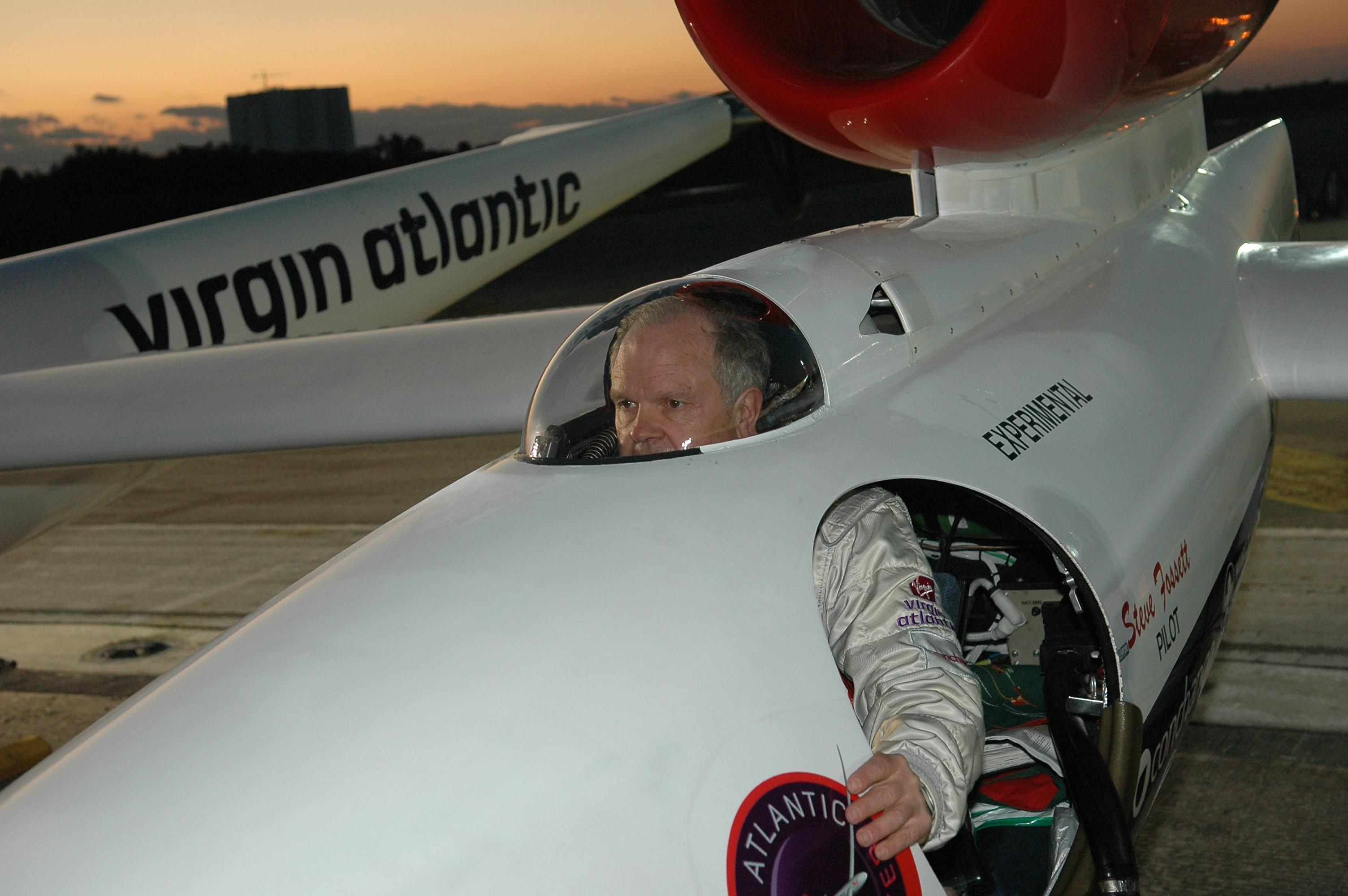
Стив Фоссетт в кабине Virgin Atlantic GlobalFlyer на территории посадочной полосы шаттлов в космическом центре Кеннеди NASA

Virgin Atlantic GlobalFlyer (полное название — Scaled Composites Model 311 Virgin Atlantic GlobalFlyer, зарегистрирован под номером N277SF) — экспериментальный одноместный реактивный самолёт, созданный для кругосветного беспосадочного перелёта без дозаправок.
Этот экспериментальный самолёт был спроектирован и построен компанией Берта Рутана Scaled Composites, спонсировался авиакомпанией Virgin Atlantic (Ричард Брансон; ранее эти компании объявили о совместных работах по проекту Virgin Galactic) и принадлежал Стиву Фоссетту.
На этом самолёте с 1 по 3 марта 2005 года Стив Фоссетт в одиночку осуществил беспосадочный полёт вокруг земного шара за 67 часов 1 минуту. Средняя скорость полёта составила 590,7 км/ч и стала абсолютным мировым рекордом скорости безостановочного кругосветного перелёта без дозаправки. Предыдущий рекорд был установлен на самолёте Рутана Voyager (длительность перелета — 9 суток 3 минуты, средняя скорость — 186,11 км/ч).
В период с 8 февраля по 11 февраля 2006 года Фоссетт преодолел на GlobalFlyer наибольшее в истории самолётов расстояние за один полёт: 41 467 км.

## Конструкция
Приводится в движение одним реактивным двигателем. 
Трёхопорная схема убираемого шасси с передней вспомогательной стойкой.
Экипаж — 1 человек.

## Летно-технические характеристики
- Длина — 11,8 м
- Высота — 3,6 м
- Масса пустого самолёта — 1 622,5 кг
- Общая масса — 9 980 кг
- Размах крыла — 34,74 м
- Площадь крыльев — 37,16 м²
- Максимальная скорость — 551 км/ч
- Дальность полёта — 35 188 км
- Ёмкость баков — 11 034 л
- ТРД — Williams International FJ44-3ATW